# The Five Satins
The Five Satins (Файв Са́тинз) — американская вокальная группа, одна из лучших вокальных групп 1950-х годов.
Более всего известны по песне 1956 года «In the Still of the Night» с магической многоголосой гармонией «шо ду» и «шу би ду». Что интересно, эта их самая популярная песня, теперь считающаяся одной из величайших ритм-н-блюзовых баллад всех времён, была стороной «Б». Сингл «Jones Girl», на обратной стороне которого она была записана, уже начинал ротироваться на радио, когда вдруг на сотнях радиостанций то тут, то там диджеи стали пластинку переворачивать.
Журнал «Billboard» от 9 июня 1956 года в своей рецензии на «The Jones Girl» назвал песню «полной энтузиазма вокальной трактовкой упругого ритмичного опуса с сильным веским битом», а «In the Still of the Night» — «плавнотекущей балладой», на которой «The Satins распевают с тёплой выразительностью».
1 сентября 1956 года «In the Still of the Night» вошла в B&B-чарт «Билборда», а через неделю появилась и в поп-чарте (теперь Billboard Hot 100). Теперь песня настолько олицетворяет собой для людей 1950-е годы, что мало кто может предположить, что она никогда даже близко к первой позиции (кроме разве что в чартах Нью-Йорка и других крупных городов) не подошла. Её наивысшей позицией в поп-чарте было 24 место, а в R&B — 3-е. Тем не менее сингл разошёлся в США в более чем миллионе экземпляров, за что был сертифицирован золотым.
В 2003 году группа The Five Satins была включена в Зал славы вокальных групп.
Журнал «Rolling Stone» поместил «Earth Angel» в их исполнении на 90 место своего списка 500 величайших песен всех времён. А песня «In the Still of the Night» в исполнении группы The Five Satins входит в составленный Залом славы рок-н-ролла список 500 Songs That Shaped Rock and Roll.
В начале 1990-х годов группа ещё продолжала выступать с концертами.

## Состав

### Оригинальный состав
- Фред Паррис(англ. Fred Parris)
- Лу Пиблс (англ. Lou Peebles)
- Стэнли Дортч (англ. Stanley Dortch)
- Эд Мартин (англ. Ed Martin)
- Джим Фриман (англ. Jim Freeman)
- Нэт Мосли (англ. Nat Mosley)

## Дискография

### Избранные синглы
| Год  | Название                                  | Чарты | Чарты  |
| Год  | Название                                  | US    | US R&B |
| ---- | ----------------------------------------- | ----- | ------ |
| 1956 | «In the Still of the Night»               | 24    | 3      |
| 1957 | «To the Aisle»                            | 25    | 5      |
| 1959 | «Shadows»                                 | 87    | 27     |
| 1960 | «I’ll Be Seeing You»                      | 22    | 14     |
| 1961 | «In the Still of the Night/I’ll Remember» | 99    | —      |
| 1982 | «Memories of Days Gone By»A               | 71    | —      |

A"Memories of Days Gone By" также достигла 32 места в чарте Billboard Adult Contemporary Singles